# بیمارستان آیت‌الله خاتمی (خاتم)
بیمارستان آیت‌الله خاتمی بیمارستانی است درمانی واقع در شهر هرات، مرکز شهرستان خاتم استان یزد وابسته به دانشگاه علوم پزشکی یزد است.